# Крылов, Александр Дмитриевич
Александр Дмитриевич Крылов (1821 — не ранее 1890) — член Главного военного суда, действительный тайный советник. 
Родился в 1821 году в семье Дмитрия Сергеевича Крылова.
Поступил на гражданскую службу 11 октября 1839 года. С 1848 года служил младшим чиновником Военно-походной по флоту канцелярии Е. И. В. В 1850 году был произведён в надворные советники, в 1853 — в коллежские советники; был членом Комитета для пересмотра и свода постановлений к образованию главных частей Морского министерства относящихся. Был участником Крымской войны.
С 1855 года в чине статского советника был директором Канцелярии главнокомандующего военно-сухопутными и морскими силами в Крыму находящимися.
С 17 апреля 1857 года — действительный статский советник. 
Состоял по Военному министерству. С 1860 года был управляющим Провиантским департаментом; с 1868 года — член, состоявшего при Военном совете, Главного военно-кодификационного комитета.
Был произведён в тайные советники 20 апреля 1869 года и с 1872 года состоял членом Главного военного суда. 
В 1883 году был уволен в отставку с производством в действительные тайные советники.
Был награждён орденами: Св. Станислава 1-й степени (1859), Св. Анны 1-й степени (1862) с императорской короной к нему (1867), Св. Владимира 2-й степени (1872).